# Герой (фильм, 2021)
«Герой» (перс.  قهرمان‎) — иранский художественный фильм 2021 года режиссёра Асгара Фархади с Амиром Джадиди в главной роли. Премьера состоялась на 74-м Каннском кинофестивале, где фильм был удостоен Гран-при и приза Франсуа Шале.

## Сюжет
Рахим Солтани оказывается в тюрьме из-за долгов. Однажды его возлюбленная Фархонде находит на улице сумку с золотыми монетами, которые могут помочь вернуть значительную часть долга Рахима. Рахим после долгих колебаний решает вернуть сумку владельцу. Об этом поступке становится известно общественности, в глазах которой Рахим становится героем. Для него начинают собирать деньги. Однако позже появляются компрометирующие главного героя данные, так что в финале он отказывается от денег ради другого заключённого и возвращается в тюрьму отбывать остаток срока.

## В ролях
- Амир Джадиди[англ.]  — Рахим Солтани
- Сахар Голдост — Фархонде
- Мохсен Танабанде — Баграм
- Сарина Фархади[англ.] — Назанин
- Фереште Садре Орафай[англ.] — Радмер

## Создание и оценки
Компания Momento Films купила права на сценарий «Героя», написанный Асгаром Фархади, во время Европейского кинорынка 2020 года в Берлине. Производство началось в июне того же года, съёмки шли до декабря в Ширазе. В апреле 2021 года стало известно, что Amazon Studios купила права на распространение фильма в Соединенных Штатах. Премьера состоялась в июле 2021 года на 74-м Каннском кинофестивале.
На сайте-агрегаторе отзывов Rotten Tomatoes «Герой» получил рейтинг 96 % со средней оценкой 8 из 10, на сайте Metacritic — 82 балла из 100, что указывает на «всеобщее признание». Российский критик Антон Долин охарактеризовал картину как «виртуозный образец морального триллера».
Суд Ирана признал, что Фархади позаимствовал идею фильма у своей бывшей студентки Азаде Масихзаде, автора документальной картины «Все победители — все проигравшие», нарушив тем самым авторские права. Создатели фильма это отрицали, режиссёр подал на Масихзаде ответный иск за клевету. На пресс-конференции с членами жюри Каннского кинофестиваля Фархади заявил, что снятый им фильм нельзя рассматривать как плагиат, поскольку истории, описанные в двух фильмах, кардинально отличаются. По его словам, оба фильма основаны на одном событии, но его интерпретация — самостоятельное произведение и не является заимствованием.

## Награды и номинации
- 2021 — Гран-при и приз Франсуа Шале на Каннском кинофестивале.
- 2021 — участие в конкурсной программе Вальядолидского кинофестиваля.
- 2021 — Азиатско-Тихоокеанская кинопремия за лучшую режиссуру (Асгар Фархади), а также три номинации: лучший фильм, лучший сценарий (Асгар Фархади), лучший актёр (Амир Джадиди).
- 2021 — две премии Национального совета кинокритиков США за лучший фильм на иностранном языке и за лучший оригинальный сценарий (Асгар Фархади).
- 2022 — номинация на премию «Золотой глобус» за лучший неанглоязычный фильм.
- 2022 — номинация на премию «Выбор критиков» за лучший фильм на иностранном языке.
- 2022 — две номинации на премию «Спутник» за лучший международный фильм и за лучший оригинальный сценарий (Асгар Фархади).